# Louis Carey
Louis Anthony Carey (Bristol, Inglaterra, 22 de enero de 1977), exfutbolista inglés, de origen escocés. Jugaba de defensa.
Es segundo entrenador en el Forest Green Rovers desde julio de 2023.

## Selección nacional
Ha sido internacional con la Selección de fútbol de Escocia Sub-21.

## Clubes

### Como jugador
| Club           | País       | Año       |
| -------------- | ---------- | --------- |
| Bristol City   | Inglaterra | 1995-2004 |
| Coventry City  | Inglaterra | 2004-2005 |
| Bristol City   | Inglaterra | 2005-2014 |
| Shepton Mallet | Inglaterra | 2015      |

### Como segundo entrenador
| Club                | País       | Año           |
| ------------------- | ---------- | ------------- |
| Forest Green Rovers | Inglaterra | 2023-presente |

## Palmarés

### Campeonatos nacionales
| Título                 | Club         | País       | Año  |
| ---------------------- | ------------ | ---------- | ---- |
| Football League Trophy | Bristol City | Inglaterra | 2003 |